# 阿波迪
阿波迪是巴西北大河州的一个市镇。总面积1602.659平方公里，总人口34632人，人口密度21.6人/平方公里。